# François II. de Clèves, duc de Nevers
François II. de Clèves (* 31. Juli 1540; † 19. Dezember 1562 bei Dreux) (dt. Franz II. von Kleve) war 1562 Herzog von Nevers und Graf von Rethel sowie Eu. Er war der älteste Sohn von Herzog François I. († 1562) und dessen erster Ehefrau Marguerite de Bourbon († 1559). Väterlicherseits entstammte François dem französischen Zweig der kleveschen Sekundogenitur des deutschen Adelsgeschlechts derer von Mark, mütterlicherseits dem Haus Bourbon, einer Seitenlinie des französischen Königshauses.

## Leben
Obwohl sein gleichnamiger Vater kurz vor seinem Tod zum calvinistischen Glauben übergetreten war, nahm François nach dem Blutbad von Vassy am 1. März 1562 in den Hugenottenkriegen Partei für die katholische Seite gegen die Hugenotten. 1562 nahm François an der erfolgreichen Belagerung von Rouen teil, das am 26. Oktober 1562 eingenommen wurde, allerdings wurde dabei sein Onkel Antoine de Bourbon tödlich verwundet. Am 19. Dezember des gleichen Jahres fiel François auf der katholischen Seite kämpfend in der Schlacht von Dreux, die mit einem Sieg über die Hugenotten endete. Angeblich hatte er sich unabsichtlich selbst erschossen, als er die korrekte Ladung seiner Pistole überprüfen wollte.
Herzog François II. war seit 1561 verheiratet mit Anne de Bourbon († 1572), die eine Tochter des Herzogs von Montpensier, Louis III. de Bourbon, war. Da das Paar keine Kinder hatte, fiel François Erbe an seinen jüngeren Bruder Jacques de Clèves. Nachdem dieser nur ein Jahr später ebenfalls ohne einen Erben verstorben war, wurde die älteste ihrer drei Schwestern Henriette († 1601) zur rechtmäßigen Erbin von Nevers und Rethel. Durch deren Ehe kamen diese Lehen an die aus Italien stammenden Adelsfamilie Gonzaga.